# Hansgrohe
Die Hansgrohe SE ist ein deutscher Hersteller sanitärtechnischer Produkte wie Armaturen, Brausen, Thermostate, Abläufe und Badzubehör. Hauptsitz ist Schiltach im Schwarzwald im Landkreis Rottweil in Baden-Württemberg.
Das Unternehmen wurde 1901 von Hans Grohe gegründet. Hansgrohe ist nicht zu verwechseln mit dem Unternehmen Grohe, das ebenfalls Armaturen herstellt und von Hans Grohes Sohn Friedrich übernommen wurde.

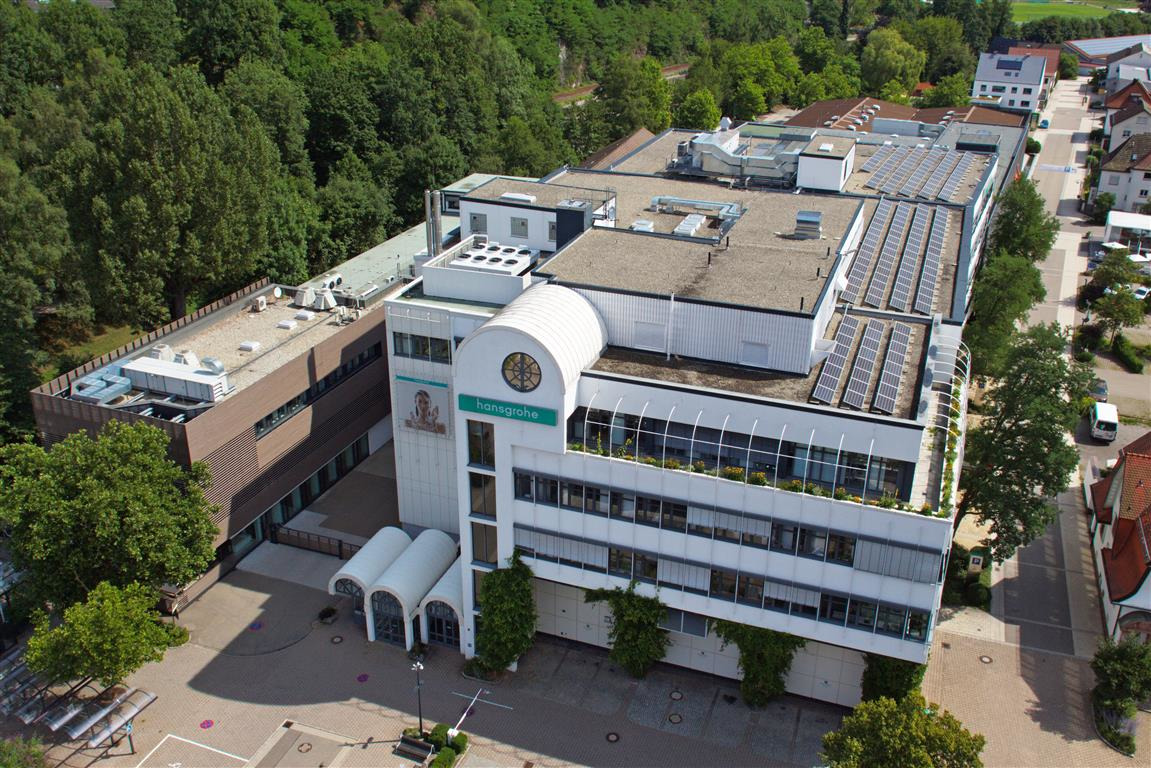
Unternehmenssitz der Hansgrohe SE in Schiltach

## Hintergrund
Die Familie Klaus Grohe – Klaus ist der jüngste Sohn des Unternehmensgründers – hält 32 Prozent, die Masco Corporation in Livonia, Michigan, USA, 68 Prozent der Gesellschaftsanteile. Vorstandsvorsitzender des Unternehmens ist seit 1. August 2018 Hans Jürgen Kalmbach, der Thorsten Klapproth nachfolgte. Die Produkte werden unter den Marken Hansgrohe (Eigenschreibweise: hansgrohe) und Axor (Eigenschreibweise: AXOR) vertrieben.
2022 erwirtschaftete das Unternehmen einen Umsatz von 1,528 Mrd. Euro und ein Betriebsergebnis von 261,6 Mio. Euro. Weltweit beschäftigte die Hansgrohe-Gruppe im Jahr 2022 5.639 Mitarbeiter, davon über 60 Prozent in Deutschland, wo das Unternehmen an vier Standorten produziert. Weitere Standorte befinden sich in Frankreich, Serbien, den USA und China. Das Unternehmen betreibt weltweit 33 Gesellschaften und 20 Verkaufsbüros und exportiert in über 150 Länder.

## Unternehmensgeschichte
Am 15. Juni 1901 gründete Hans Grohe, geboren am 14. Mai 1871 in Luckenwalde bei Berlin, das Unternehmen in der Schwarzwaldgemeinde Schiltach. Der Drei-Mann-Betrieb – mit Hans Grohe als Geschäftsführer, Stanzer, Handelsreisender und Buchhalter in einer Person – produzierte zunächst Metalldrückwaren wie Uhrenteile, Messingpfannen und Blechbrausen. Der Unternehmer spezialisierte sich bald auf Metallprodukte für den Sanitärbereich. In den Folgejahren erschloss er neue Märkte und belieferte fortan überregional den Großhandel statt einzelne Blechner und Installateure im Schwarzwald. Mit der ersten Auslandslieferung nach Amsterdam im Januar 1907 begann das Exportgeschäft. Bereits 1919 beschäftigte das Unternehmen drei Bürokräfte und 42 Mitarbeiter in der Fertigung.
Der Erste Weltkrieg führte zu Rohstoffbeschränkungen, ab 1917 wurde das Unternehmen zur Rüstungsproduktion (Zünderteile) verpflichtet. In den 1920er Jahren konzentrierte sich das auf fast 100 Beschäftigte angewachsene Unternehmen auf den Export. Ab 1929 setzte Hans Grohe auf ein neues Messingdruckverfahren und begann ab 1930, Produkte zu verchromen. 1934 wurden die ersten Auslandsvertretungen gegründet, unter anderem in Nordafrika, Palästina und Syrien. Im selben Jahr verließ Friedrich Grohe, Hans Grohes zweitältester Sohn, das Unternehmen und übernahm 1936 mit Zustimmung des Vaters eine Armaturenfabrik im westfälischen Hemer, die heutige Grohe AG. Anders als sein Vater Hans, der vor allem auf Brausen und Ablauftechnik setzte, konzentrierte sich Friedrich Grohe auf die Produktion von Armaturen. 1938 wurde Hans Grohes Unternehmen in eine Kommanditgesellschaft umgewandelt.

Hansgrohe Unica Brause und Duschstange, 1953

Im Zweiten Weltkrieg wurde Hans Grohe zur Produktion von Zündern verpflichtet; zu diesem Zweck wurden Frauen aus der Region zwangsverpflichtet. Während des Krieges waren im Unternehmen 58 ausländische Zwangsarbeiter beschäftigt. Dadurch wuchs die Zahl der Beschäftigten auf 466 im Jahr 1944 an. Die spätere Hansgrohe AG bekannte sich zu dieser Verantwortung und trat der Stiftung „Erinnerung, Verantwortung und Zukunft“ bei. Nach 1945 demontierte die französische Besatzungsmacht den halben Maschinenpark und verfügte Einfuhrverbote für verschiedene Metalle. Dennoch konnte Hans Grohe die Produktion aufrechterhalten, indem er unter anderen Töpfe und Schüsseln aus Aluminium herstellte. 1953 entwickelte er die weltweit erste Duschstange (Unica).
1953 übernahm Hans Grohe junior (1895–1960) die Geschäftsführung von seinem Vater. Nach dem plötzlichen Tod am 28. September 1960 trat Friedrich Grohe als alleiniger Geschäftsführer an die Spitze des Unternehmens und führte dieses parallel zu seinem eigenen Unternehmen. 1961 erfolgte die Umwandlung in eine GmbH & Co. KG. 1968 trat Klaus Grohe (* 1937), der jüngste Sohn des Gründers, in das Unternehmen ein. Im Januar 1975 übergab Friedrich Grohe die Geschäftsführung an seinen Schwager Heinz Mathauer (Ehemann von Helene Grohe, der Tochter von Hans Grohe). Ab Juli 1975 führten Mathauer und Klaus Grohe das Unternehmen gemeinsam. Nach dem Rücktritt Mathauers am 30. Juni 1977 wurde Klaus Grohe alleiniger Geschäftsführer. Im März 1977 wurde die Wortbildmarke hansgrohe eingeführt.
Während der Leitung durch Klaus Grohe begann das Unternehmen Ende der 1960er Jahre die Zusammenarbeit mit externen Designern wie Hartmut Esslinger (frog design), später folgten unter anderem Phoenix Design und Philippe Starck. Zudem erschloss Klaus Grohe dem Unternehmen neue Geschäftsbereiche: 1981 nahm Hansgrohe die Produktion von Armaturen auf, 2001 brachte es Grauwasser-Recyclingsysteme auf den Markt. 1985 verkauften einige Teilhaber von Hansgrohe ihre Anteile an die US-amerikanische Investmentgesellschaft Masco Corporation in Livonia, Michigan.
1992 wurde das damals weltweit größte dachintegrierte Solarkraftwerk Deutschlands auf der neuen Produktionsstätte in Offenburg in Betrieb genommen. U. a. dafür erhielt das Unternehmen im Jahre 1995 den Umweltpreis des Umweltministeriums Baden-Württemberg.
1999 wurde Hansgrohe in eine nicht-börsennotierte Aktiengesellschaft umgewandelt. 2008 wechselte Klaus Grohe nach 33 Jahren an der Spitze des Unternehmens in den Vorsitz des Aufsichtsrats, seit April 2015 ist er Ehrenvorsitzender des Gremiums. Vorsitzender des Vorstands ist seit August 2018 Hans Jürgen Kalmbach. Zwei der Enkel des Gründers, Richard und Philippe Grohe, waren bis Oktober 2016 im operativen Geschäft tätig. Seitdem begleitet die Gründerfamilie das Unternehmen ausschließlich aus der Gesellschafterperspektive über ihren Vertreter im Aufsichtsrat der Hansgrohe SE.
Ende 2020 erwarb das Unternehmen eine Mehrheitsbeteiligung am niederländischen Unternehmen Easy Sanitary Solutions (ESS) B.V.
Seit März 2023 wurde das Produktportfolio u. a. um Waschtische, Toiletten und Badmöbel erweitert. Im Juni 2023 eröffnete ein weiterer Produktionsstandort im serbischen Valjevo.
Zu wichtigen Erfindungen von Hansgrohe zählen die automatische Ab- und Überlaufgarnitur (1934), die Duschstange (1953), die Brause mit verstellbaren Strahlarten (1968), die Küchenarmatur mit Ausziehauslauf (1984) sowie Technologien wie die wassersparende Luftbeimischung (2004) und die Aktivierung/Deaktivierung des Wasserflusses per Knopfdruck (2011).

## Museum
Am Hauptsitz in Schiltach hat das Unternehmen das Museum für Wasser, Bad und Design eingerichtet. Das Museum zeigt die Entwicklung des privaten Hausbads sowie die des Klempnerhandwerks in Mitteleuropa seit dem Mittelalter. Im Jahr 2019 besuchten 64.371 Besucher das Museum.

## Werke und Standorte

### Deutschland
- Schiltach (Hauptsitz)
- Alpirsbach
- Bad Bentheim
- Offenburg-Elgersweier

### International
- Alpharetta (Georgia, Vereinigte Staaten)
- Shanghai (China)
- Valjevo (Serbien)
- Wasselonne (Frankreich)

Zudem betreibt Hansgrohe in zahlreichen Ländern Bad- und Küchenausstellungen.

## Produkte
- Armaturen
- Duschen und Duschsysteme
- Ablauftechnik
- Badezimmerzubehör
- Badmöbel
- Badkeramik

## Designer

Küchenarmatur mit Ausziehauslauf von AXOR

- Antonio Citterio
- Barber & Osgerby
- Front Design
- Jean-Marie Massaud
- Nendo Design
- Phoenix Design
- Philippe Starck
- Patricia Urquiola

## Sponsoring
Bis 2010 unterhielt das Unternehmen eine eigene Triathlon-Mannschaft, die seit 2001 sieben Mal den Titel des Deutschen Mannschaftsmeisters gewann – zuletzt 2008. Zum Team gehörten u. a. Triathlongrößen wie Daniel Unger (Weltmeister 2007, Deutscher Meister 2008), Jan Frodeno (Olympiasieger 2008) und Steffen Justus (Vizeweltmeister 2010). Seit 2008 unterstützte Hansgrohe Daniel Unger als Einzelstarter und seit 2011 das Daniel-Unger-Nachwuchsteam.
Seit der Saison 2017 ist das Unternehmen Titelsponsor des deutschen UCI-World-Tour-Teams Red Bull-Bora-hansgrohe.

## Bad-Kartell
Im Jahr 2010 nutzte Hansgrohe die Kronzeugenregelung in einem EU-Kartellverfahren gegen die Sanitärindustrie und blieb dadurch straffrei. Das Unternehmen war neben einigen anderen (Grohe, Villeroy & Boch, Duravit, Kludi, Dornbracht, Hansa) Teil des sogenannten Bad-Kartells, dem Preisabsprachen zu Ungunsten von Handel, Handwerk und Verbrauchern nachgewiesen wurden. Der US-amerikanische Masco-Konzern, zu dem Hansgrohe gehört, hatte das EU-Kartellverfahren ins Rollen gebracht und damit ein Bußgeld vom eigenen Unternehmen abgewendet.

## Auszeichnungen
Produkte und Produktlinien der Hansgrohe SE haben seit 1975 über 700 Designpreise gewonnen: Red Dot Design Awards, German Design Awards und iF Design Awards.
1995 erhielt das Unternehmen den Umweltpreis des Umweltministeriums Baden-Württemberg.
2022 und 2023 erzielte das Hansgrohe InnoLab den ersten Preis beim Digital Lab Award vom Wirtschaftsmagazin Capital.
Laut der Studie „Nachhaltigste Mittelständler 2023“ zählt Hansgrohe zu den 50 nachhaltigsten Mittelständlern in Deutschland.
Im Mai 2023 erhielt Hansgrohe den German Innovation Award des Rats für Formgebung für „Hansgrohe’s Green Vision Beyond Water: Rethinking Bathroom Culture“ in der Kategorie „Excellence in Business to Consumer“.

## Dokumentationen
- Schöner Duschen! Hansgrohe aus Schiltach. Dokumentarfilm, Deutschland 2015, 29:32 Min., Buch und Regie: Katharina Prokopy, Produktion: SWR, Reihe: made in Südwest, Erstausstrahlung: 10. Februar 2016 beim SWR
- Einfach (dusch)verrückt: Wie viel Forschung steckt hinter dem perfekten Duschstrahl? Dokumentarfilm, Deutschland 2024, 13:25 Min. Galileo, ProSieben, Erstausstrahlung: 22. März 2024 bei ProSieben (Video bei YouTube)